# Proverbi fiamminghi
I Proverbi fiamminghi è un dipinto a olio su tavola (117x163 cm) di Pieter Bruegel il Vecchio, datato 1559 e conservato nella Gemäldegalerie di Berlino. È firmato in basso a destra "BRVEGEL 1559".

## Storia
La prima menzione certa del dipinto risale al 1668, quando venne inventariato tra i beni del collezionista Pieter Stevans di Anversa con titolo Le Monde reversé, représenté par plusieurs proverbes et Moralités; passato a una collezione privata inglese, nel 1914 venne acquistato dal museo di Berlino.

## Descrizione
Il tema della rappresentazione moraleggiante dei vari proverbi popolari della cultura fiamminga era già stato praticato da Bosch (come nelle scenette della tavola dei Sette peccati capitali) o dallo stesso Bruegel (Dodici proverbi), ma mai così tanti episodi, circa 120, erano stati radunati in un'unica ambientazione. Con la precisione del cartografo, Bruegel compose le varie scene in un vero e proprio "paese dei proverbi", dove le varie attività umane rispecchiano una serie di azioni legate a una riflessione sulla follia e i vizi. Ma gli intenti dell'artista non dovevano essere esclusivamente negativi, come critica della società, ma anzi era un omaggio e un riconoscimento all'immediatezza, l'ironia e la ricchezza della saggezza popolare.
Come fonte il maestro dovette consultare gli Adagia Collectanea, repertorio di circa 800 detti popolari pubblicato nel 1500 da Erasmo da Rotterdam, in cui si parla del precario equilibrio degli uomini fra saggezza e follia.

### I proverbi

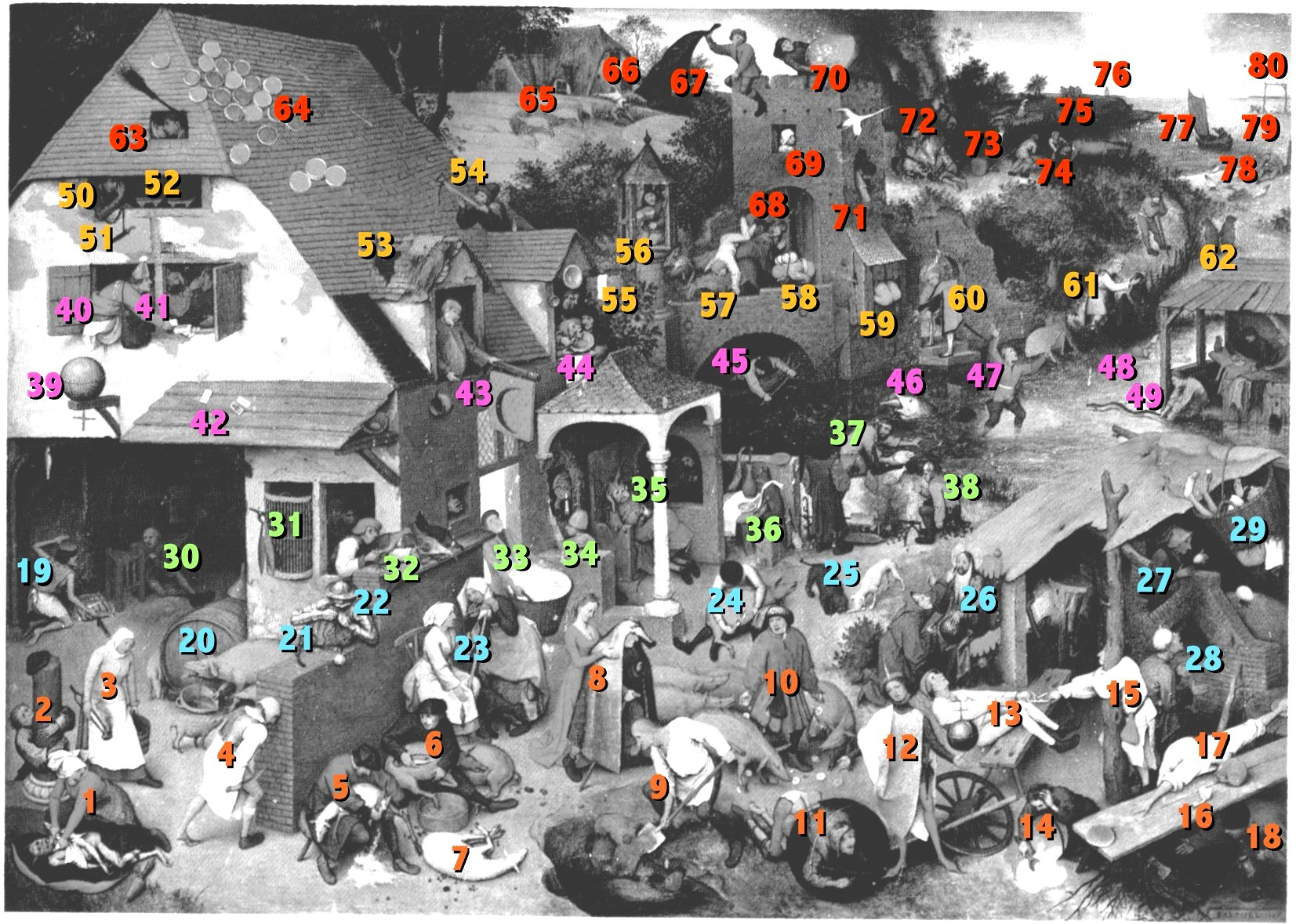
Nuclei dei proverbi

Seguendo l'illustrazione numerata si possono elencare almeno 80 scene principali, spesso affiancate a ulteriori modi di dire collegati.

#### 01-18
| Numero | Img | Proverbio                                            | Spiegazione                                                                   | Versione italiana                                                             |
| ------ | --- | ---------------------------------------------------- | ----------------------------------------------------------------------------- | ----------------------------------------------------------------------------- |
| 01     |     | Riuscire a legare il diavolo ad un cuscino           | Con la caparbietà si può raggiungere qualsiasi risultato                      | Chi la dura, la vince                                                         |
| 02     |     | Mordere la colonna                                   | Praticare la religione con ipocrisia                                          | Essere un baciapile                                                           |
| 03     |     | Portare con una mano il fuoco e con l'altra l'acqua  | Avere un doppio atteggiamento ipocrita                                        | Avere una doppia faccia                                                       |
| 04     |     | Sbattere la testa contro il muro                     | Essere causa dei propri guai, oppure cercare di ottenere l'impossibile        | essere di coccio o testardi come muli                                         |
| 04     |     | Avere un piede calzato e uno scalzo                  | Non avere equilibrio nella vita                                               | Stare con una scarpa ed una ciabatta                                          |
| 05     |     | Tosali ma non li spellare                            | Non approfittarsi troppo del proprio vantaggio                                | prendere il braccio intero quando ti danno un dito o una mano                 |
| 06     |     | Uno tosa una pecora, l'altro un maiale               | Avere tutto il vantaggio a discapito di qualcun altro                         | Avere il coltello dalla parte del manico, o Piovere sempre sul bagnato        |
| 07     |     | Essere paziente come un agnello                      | Essere molto paziente                                                         | Avere la pazienza di Giobbe                                                   |
| 08     |     | Mettere un manto azzurro sul marito                  | Essere una moglie infedele e per questo rendere famoso suo malgrado il marito | Mettere le corna                                                              |
| 09     |     | Riempire il pozzo quando il vitello è ormai annegato | Inutile attivarsi solo dopo un disastro, o provare rimorso tardivo            | Chiudere il recinto dopo che i buoi sono scappati                             |
| 10     |     | Dare rose ai maiali                                  | Fare buone azioni per chi non se le merita                                    | Gettare le perle ai porci                                                     |
| 11     |     | Doversi abbassare per entrare nel mondo              | Dover scendere a compromessi                                                  | Chi vuole i santi se li preghi; Non si entra in paradiso a dispetto dei santi |
| 12     |     | Far girare il mondo su un pollice                    | Avere tutti i vantaggi                                                        | Avere il mondo ai piedi                                                       |
| 12     |     | Mettere un bastone tra le ruote                      | Ostacolare qualcosa                                                           | Mettere un bastone tra le ruote                                               |
| 13     |     | Tirare per avere l'estremità più lunga               | Cercare di avvantaggiarsi                                                     | Ognuno tira l'acqua al suo mulino                                             |
| 14     |     | Chi rovescia la pappa non può raccoglierla           | Alcune azioni non hanno rimedio                                               | Inutile piangere sul latte versato                                            |
| 15     |     | Arreggersi al lato della borsa                       | Amare in maniera venale                                                       |                                                                               |
| 16     |     | Una zappa senza manico                               | Qualcosa di inutile                                                           |                                                                               |
| 17     |     | Avere difficoltà a passare tra un pane e l'altro     | Avere difficoltà economiche                                                   | Essere al verde                                                               |
| 18     |     | Cercare l'accetta                                    | Cercare una scusa                                                             | Arrampicarsi sugli specchi                                                    |
| 18     |     | Andare con la lanterna                               | Avere l'occasione di mostrare il proprio talento                              |                                                                               |
| 18     |     | Un'accetta col manico                                | Esserci tutto                                                                 |                                                                               |

#### 19-29
| Numero | Img | Proverbio                                                                           | Spiegazione                                                                               | Versione italiana                    |
| ------ | --- | ----------------------------------------------------------------------------------- | ----------------------------------------------------------------------------------------- | ------------------------------------ |
| 19     |     | Mettersi il coperchio in testa                                                      | Finire per prendersi le proprie responsabilità                                            | Mettersi la testa sulle spalle       |
| 19     |     | Cuocere le aringhe per mangiarsi le uova                                            | Fare un grande sforzo per ottenere qualcosa di piccolo                                    | La montagna ha partorito il topolino |
| 19     |     | Le aringhe non friggono qui                                                         | Le cose non vanno come sperato                                                            |                                      |
| 19     |     | Che fa il fumo all'acciaio?                                                         | Ci sono cose che non si possono cambiare con i propri mezzi                               |                                      |
| 20     |     | La scrofa tira il tappo                                                             | I disastri sono il premio della negligenza                                                |                                      |
| 21     |     | Mettere una campanella al gatto                                                     | Essere poco discreti su piani segreti                                                     |                                      |
| 22     |     | Essere armato fino ai denti                                                         | Essere pronto alla battaglia                                                              | Essere armato fino ai denti          |
| 22     |     | Mordere l'acciaio                                                                   | Essere vanagloriosi o impudenti                                                           |                                      |
| 23     |     | Una snoda sul fuso quello che l'altra arrotola                                      | Spettegolare                                                                              |                                      |
| 23     |     | Fare attenzione che non si metta un cane nero in mezzo alle donne                   | Quando due donne sono insieme causano problemi anche senza aggiungerci un cane che abbaia |                                      |
| 24     |     | Il maiale è accoltellato dallo stomaco                                              | Qualcosa è andato storto, oppure avviare qualcosa di irrevocabile                         | Il dado è tratto                     |
| 25     |     | Due cani si contendono un osso                                                      | Impuntarsi su un solo argomento                                                           |                                      |
| 26     |     | Attaccare una barba finta a Cristo                                                  | Nascondere un inganno con ipocrisia                                                       | Credere di farla franca              |
| 27     |     | Stare alla propria luce                                                             | Essere orgogliosi di sé stessi                                                            |                                      |
| 27     |     | Far scappare un uovo d'anatra per prenderne uno di gallina                          | Prendere una cattiva decisione                                                            | Mangiare il grano in erba            |
| 28     |     | Nessuno cerca un altro nel proprio forno a meno che non ce l'abbia messo lui stesso | Pensare male degli altri è segno di cattiva condotta                                      | Chi male pensa, male fa              |
| 28     |     | Cercare di aprire la bocca più del forno                                            | Sovrastimare le proprie abilità                                                           | Fare il passo più lungo della gamba  |
| 29     |     | Cadere nel canestro                                                                 | Far scoprire i propri inganni                                                             | Cadere nel sacco                     |
| 29     |     | Stare sospeso fra cielo e terra                                                     | Essere in una posizione scomoda                                                           | Camminare sul filo del rasoio        |

#### 30-38
| Numero | Img | Proverbio                                                | Spiegazione | Versione italiana                                                                            |
| ------ | --- | -------------------------------------------------------- | --- | -------------------------------------------------------------------------------------------- |
| 30     |     | Stare tra due sedie e sedere nella cenere                | Finire in miseria per l'indecisione | Fare come l'asino di Buridano                                                                |
| 30     |     | Trovare il cane ai piatti                                | Arrivare troppo tardi per cena e non trovare più cibo |                                                                                              |
| 31     |     | Appendere fuori le forbici                               | Essere responsabili di un imbroglio |                                                                                              |
| 31     |     | Rosicare sempre lo stesso osso                           | Parlare sempre dello stesso argomento |                                                                                              |
| 32     |     | Testare il culo delle galline (per vedere se hanno uova) | Far conto di cose che ancora non ci sono | Vendere la pelle dell'orso prima di averlo ucciso; Non dire quattro se non l'hai nel sacco   |
| 33     |     | Cantare con due bocche                                   | Essere ipocriti non si può nascondere |                                                                                              |
| 33     |     | Portar fuori il giorno in un canestro                    | Sprecare il tempo | Menare il can per l'aia                                                                      |
| 34     |     | Accendere un cero al diavolo                             | Adulare, farsi amico chiunque | Accendere un cero a Gesù ed uno al diavolo                                                   |
| 35     |     | Confessarsi al diavolo                                   | Rivelare segreti al nemico |                                                                                              |
| 35     |     | Soffiare nelle orecchie                                  | Spargere pettegolezzi |                                                                                              |
| 36     |     | La volpe e la gru si intrattengono a vicenda             | Due imbroglioni si sostengono a vicenda (l'illustrazione ritrae una favola di Fedro: "uulpis et ciconia", dove la cicogna rende pan per focaccia alla volpe). | essere come il gatto e la volpe                                                              |
| 36     |     | A che serve un bel piatto se non contiene niente?        | Non va confusa la bellezza con la sostanza | Tanto fumo e poco arrosto                                                                    |
| 36     |     | Segnare col gesso                                        | Cercare di ricordare qualcosa | Fare un nodo al fazzoletto                                                                   |
| 36     |     | Essere una schiumarola                                   | Essere un parassita o uno scroccone |                                                                                              |
| 37     |     | Pescare senza rete                                       | Approfittarsi del lavoro degli altri |                                                                                              |
| 38     |     | La carne allo spiedo deve essere guardata                | Certe cose richiedono un'attenzione costante |                                                                                              |
| 38     |     | Lo spiedo non gira con lui                               | Non è cooperativo |                                                                                              |
| 38     |     | Sedere sui carboni ardenti                               | Essere impaziente | Stare sui carboni ardenti; Essere sui carboni ardenti; Stare sulle spine; Essere sulle spine |

#### 39-49
| Numero | Img | Proverbio                                                         | Spiegazione                                              | Versione italiana                                         |
| ------ | --- | ----------------------------------------------------------------- | -------------------------------------------------------- | --------------------------------------------------------- |
| 39     |     | Contenere più di un'aringa vuota                                  | C'è più di quello che si vede                            | L'abito non fa il monaco; le apparenze ingannano          |
| 39     |     | L'aringa sta appesa per le proprie branchie                       | Si deve accettare la responsabilità delle proprie azioni |                                                           |
| 39     |     | Il mondo è appeso al contrario                                    | Niente va come dovrebbe                                  | Sono cose dell'altro mondo                                |
| 40     |     | Cacare sul mondo                                                  | Disprezzare tutto                                        |                                                           |
| 40     |     | Agli sciocchi vanno sempre le carte migliori                      | La fortuna può superare l'intelligenza                   | Piove sempre sul bagnato; la fortuna del principiante     |
| 41     |     | Farsi menare per il naso                                          | Farsi prendere in giro                                   | Farsi menare per il naso                                  |
| 41     |     | Il dado è tratto                                                  | La decisione è presa                                     | Il dado è tratto                                          |
| 42     |     | Dipende da come cadono le carte                                   | Dipende dalla sorte                                      |                                                           |
| 42     |     | Lasciare almeno un uovo nel nido                                  | Tenere sempre qualcosa come riserva                      | Non mettere tutte le uova nello stesso paniere.           |
| 42     |     | Guardare dagli occhielli delle forbici oppure "occhio per occhio" | Vincere barando - oppure la legge del taglione           |                                                           |
| 43     |     | Orinare contro la luna                                            | Avere aspirazioni troppo alte                            |                                                           |
| 43     |     | Il vaso sta appeso                                                | Le cose vanno al contrario                               |                                                           |
| 43     |     | Avere il mal di denti dietro le orecchie                          | Essere un lavativo                                       |                                                           |
| 43     |     | Torni nel soffitto                                                | Ci potrebbero essere intercettatori                      | Anche le mura hanno orecchie                              |
| 43     |     | Il tetto ha bisogno di molti rattoppi                             | Le cose vecchie hanno bisogno di manutenzione            |                                                           |
| 44     |     | Radere il matto senza schiuma                                     | Prendersi gioco degli altri                              |                                                           |
| 44     |     | Due matti sotto lo stesso cappuccio                               | La stupidità ama la compagnia                            | Dio li fa e poi li accoppia                               |
| 45     |     | Pescare dietro la rete                                            | Perdere un'opportunità                                   |                                                           |
| 46     |     | Pesce grande mangia pesce piccolo                                 | Il forte deve sacrificare il debole                      | Pesce grande mangia pesce piccolo                         |
| 47     |     | Provare fastidio per il sole che si riflette sull'acqua           | Essere geloso del successo di qualcun altro              |                                                           |
| 48     |     | Nuotare controcorrente                                            | È difficile andare contro l'opinione generale            | Andare controcorrente                                     |
| 49     |     | Tenere un'anguilla per la coda                                    | Sottostimare le difficoltà                               |                                                           |
| 49     |     | La brocca va verso l'acqua finché non si rompe                    | Tutto ha le sue limitazioni                              | Tanto va la brocca all'acqua che si rompe o che si spacca |
| 49     |     | Le migliori cinghie sono fatte con la pelle altrui                | È facile approfittarsi del lavoro degli altri            |                                                           |

#### 50-62
| Numero | Img | Proverbio                                                                        | Spiegazione                                                                     | Versione italiana                   |
| ------ | --- | -------------------------------------------------------------------------------- | ------------------------------------------------------------------------------- | ----------------------------------- |
| 50     |     | Guardare attraverso le dita                                                      | Essere indulgente                                                               | Chiudere un occhio                  |
| 51     |     | Appendere il coltello                                                            | lanciare una sfida                                                              |                                     |
| 52     |     | Appoggiare gli zoccoli                                                           | Aspettare invano                                                                |                                     |
| 53     |     | Avere un buco nel tetto                                                          | Non essere intelligenti                                                         |                                     |
| 54     |     | Lanciare una freccia per colpire quella appena scagliata                         | Ripetere un'azione insensata                                                    | Peggio la toppa del buco            |
| 55     |     | Crescere fuori dalla finestra                                                    | Qualcosa che non può essere nascosto                                            | Il segreto di Pulcinella            |
| 56     |     | Suonare dalla gogna                                                              | Attirare attenzione sbagliata su sé stessi                                      |                                     |
| 57     |     | Cadere da un bue su un asino                                                     | Peggiorare la propria situazione                                                | Cadere dalla padella alla brace     |
| 58     |     | Strofinare il culo alla porta                                                    | Prendere qualcosa con leggerezza                                                |                                     |
| 58     |     | Portare un fardello sulle spalle                                                 | Portarsi la propria sfortuna                                                    | Avere un fardello sulle spalle      |
| 59     |     | Cacare in due dallo stesso buco                                                  | Esser d'accordo                                                                 | Essere culo e camicia               |
| 59     |     | Chiunque può vedere attraverso una tavola di quercia se c'è un buco              | Non serve nascondere le cose ovvie                                              |                                     |
| 59     |     | Sta come una latrina su un fosso                                                 | È ovvio                                                                         |                                     |
| 60     |     | Gettare i soldi nell'acqua                                                       | Sprecare il denaro                                                              | Buttare i soldi dalla finestra      |
| 60     |     | Un muro con crepe crollerà presto                                                | Le cose non curate sono destinate al fallimento                                 |                                     |
| 61     |     | Gettare la tonaca oltre la staccionata oppure appendere la veste alla recinzione | Gettare cose che potrebbero servire in futuro oppure non sapere cosa aspettarsi | Bruciarsi i ponti dietro le spalle. |
| 62     |     | Vedere gli orsi che ballano                                                      | Essere molto affamato, avere le allucinazioni dalla fame                        | Non vederci dalla fame              |
| 62     |     | Gli orsi selvatici preferiscono la loro compagnia                                | Ci si trova meglio tra chi ci assomiglia che con gli altri                      | Chi si somiglia si piglia           |

#### 63-80
| Numero | Img | Proverbio                                                                | Spiegazione                                                                       | Versione italiana |
| ------ | --- | ------------------------------------------------------------------------ | --------------------------------------------------------------------------------- | --- |
| 63     |     | Sposarsi sotto la scopa                                                  | Convivere senza essere sposati                                                    | |
| 63     |     | Mettere la scopa alla finestra                                           | Divertirsi quando non c'è il padrone                                              | Quando il gatto non c'è i topi ballano |
| 64     |     | Avere il tetto coperto di torte                                          | Essere molto ricco                                                                | Ricco come un Creso |
| 65     |     | Col recinto aperto i maiali corrono nel grano                            | La disattenzione può causare disastri                                             | |
| 65     |     | Se diminuisce il frumento aumentano i maiali                             | Se uno guadagna, uno perde                                                        | Morte tua, vita mia |
| 66     |     | Correre come col culo infuocato                                          | Essere in un gran disastro                                                        | |
| 66     |     | Chi mangia scintille caca fuoco                                          | Non ci si deve stupire delle conseguenze sfavorevoli delle proprie cattive azioni | Chi semina vento raccoglie tempesta |
| 67     |     | Sventolare il mantello a seconda della corrente                          | Adattarsi all'opinione generale                                                   | Essere una banderuola |
| 68     |     | Baciare l'anello della porta                                             | Essere insinceri                                                                  | |
| 69     |     | Fissare le cicogne                                                       | Sprecare il tempo                                                                 | Guardare le farfalle; discutere sul sesso degli angeli |
| 70     |     | Lanciare piume nel vento                                                 | Lavorare a caso e a vuoto                                                         | Pettinare le bambole |
| 71     |     | Uccidere due mosche con un colpo                                         | Essere efficienti                                                                 | Prendere due piccioni con una fava |
| 72     |     | Non preoccuparsi della casa che brucia finché c'è calore per riscaldarsi | Disinteressarsi delle conseguenze                                                 | |
| 73     |     | Trascinare il ceppo                                                      | Essere ingannati da un amante                                                     | |
| 73     |     | La paura fa correre la donna                                             | Le circostanze difficili possono far rivelare insperate virtù                     | La paura mette le ali ai piedi |
| 74     |     | Gli escrementi di cavallo non sono fichi                                 | Non farsi ingannare                                                               | Prendere lucciole per lanterne |
| 75     |     | Se un cieco guida un altro cieco entrambi cadranno nel fosso             | Non si deve usare come guida chi è ignorante come noi                             | quando un cieco guida un altro cieco, tutti e due cadranno in un fosso (Matteo 15:14). Vedi anche il dipinto di Pieter Bruegel il Vecchio Parabola dei ciechi (1568) |
| 76     |     | Il viaggio non è finito finché si scorge la chiesa e il campanile        | Non si devono abbandonare i compiti finché non sono interamente completati        | |
| 76     |     | Tutto viene alla luce del sole                                           | Niente può essere nascosto per sempre                                             | Tutti i nodi vengono al pettine |
| 77     |     | È facile salpare col vento in poppa                                      | Le condizioni favorevoli facilitano il risultato                                  | Andare col vento in poppa |
| 77     |     | Tenere d'occhio la vela                                                  | Stare accorti                                                                     | |
| 78     |     | Non sono il guardiano, lascio le oche fare le oche                       | Non impicciarsi in cose che non ci riguardano                                     | |
| 79     |     | Cacare sulla forca                                                       | Non temere nessuna pena                                                           | |
| 80     |     | La carcassa è dove volano i corvi                                        | Se l'evidenza punta a qualcosa è facile che sia la verità                         | Non c'è fumo senza arrosto |

## Stile

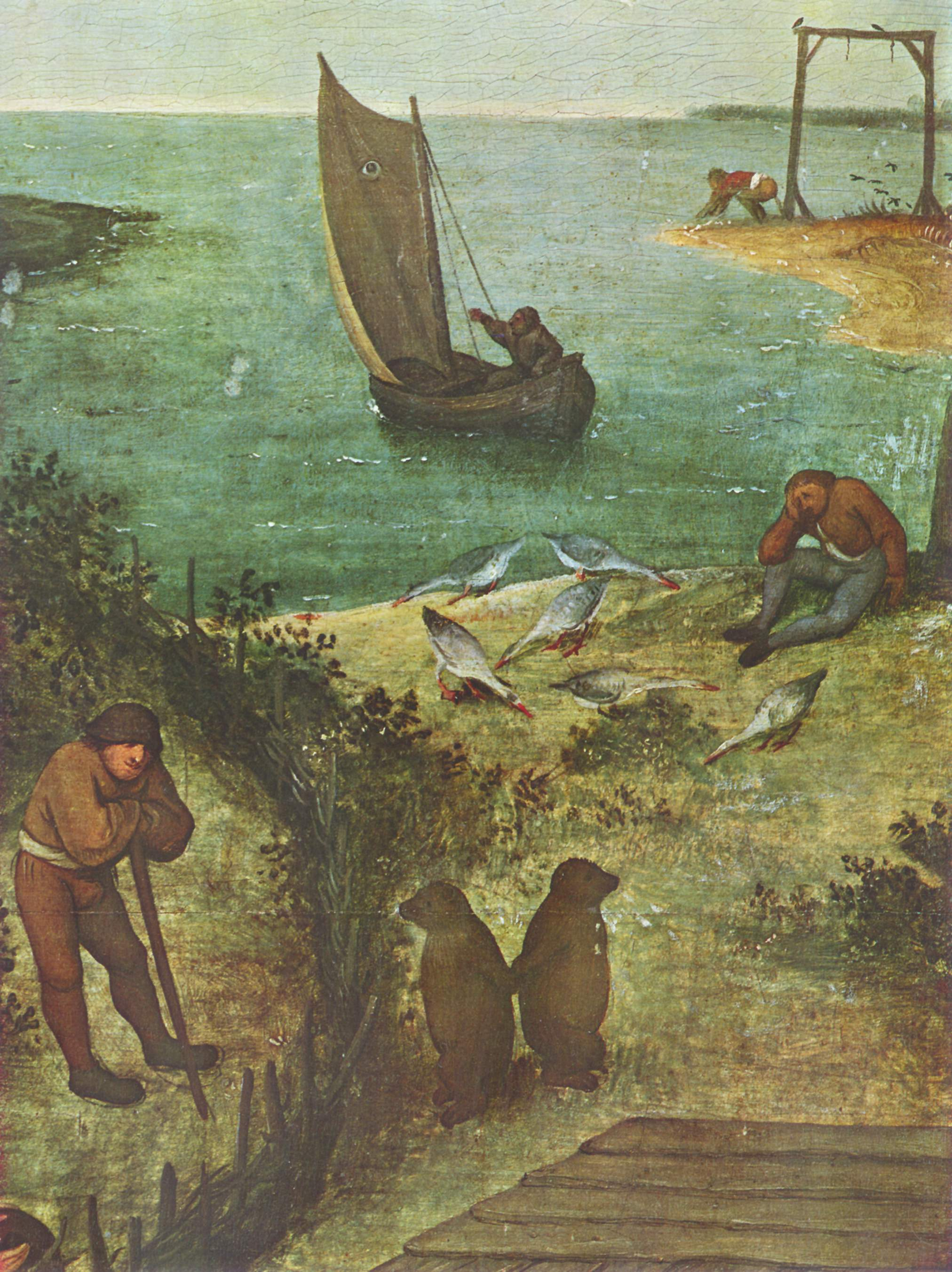
Dettaglio

Nell'intera composizione risaltano soprattutto i colori rosso e blu, che evidenziano i vizi peggiori e le scelte meno razionali. Il rosso rappresenta infatti il peccato mentre l'azzurro l'inganno oppure la follia.
La maggior parte dei personaggi ha quell'espressione attonita, senza vita, che si ritrova anche in altre opere dell'artista. L'orchestrazione spaziale è condotta con maestria anche grazie all'uso del colore, che schiarisce all'allontanarsi dei piani, per effetto della foschia, come si vede nell'apertura marina in alto a destra.